# Выползово (Алтайский край)
Вы́ползово — село в Тальменском районе Алтайского края. Входит в состав Луговского сельсовета.

## География
Село находится на левом берегу реки Чумыш. Абсолютная высота — 142 м над уровнем моря.

## История
В 1926 году в селе имелось 424 хозяйства и проживало 1911 человек (923 мужчины и 988 женщин). В национальном составе населения того периода преобладали русские. Действовали школа I ступени и лавка общества потребителей. В административном отношении являлось центром Выползовского сельсовета Тальменского района Барнаульского округа Сибирского края.

## Население
| 1926 | 1997 | 1998 | 1999 | 2000 | 2001 | 2002 | 2003 | 2004 |
| ---- | ---- | ---- | ---- | ---- | ---- | ---- | ---- | ---- |
| 1911 | ↘605 | ↗610 | ↘595 | ↘581 | ↘573 | ↘554 | ↗562 | ↘555 |
| 2005 | 2006 | 2007 | 2008 | 2009 | 2010 | 2011 | 2012 | 2013 |
| ↘550 | ↘525 | ↗531 | ↘526 | ↘502 | ↘457 | →457 | ↗462 | ↘451 |

### Национальный состав
Согласно результатам переписи 2002 года, в национальной структуре населения русские составляли 87 %.